# Kökény (település)
Kökény (horvátul: Kukinj) település Baranya vármegyében, a Pécsi járásban.

## Fekvése
Pécstől délre fekszik, erdők között, a Malomvölgyi-tó közelében, dombos vidéken. A megyeszékhelyet leszámítva négy települési szomszédja van – délkelet felől Pogány, dél felől Szalánta, délnyugat felől Szilvás, északnyugat felől pedig Keszü –, de Keszüt kivéve mindegyiktől aránylag jelentős, 5~8 kilométeres távolság választja el.

### Megközelítése
Zsáktelepülésnek tekinthető, mert közúton csak egy útvonalon érhető el, az 5826-os útból kiágazó 58 146-os számú mellékúton.
Déli határában helyezkedik el a térség regionális hulladékkezelő központja, mely egy önkormányzati úton érhető el az 58-as főút felől, ugyanabban a körforgalomban nyugat felé letérve, amely az ellenkező irányban a Pécs–Pogány repülőteret is kiszolgálja.

## Története
Évezredek óta lakott hely, a község mai helyén az újkőkor késői szakaszában a lengyeli kultúra népe élt. Ettől kezdve folyamatosan voltak lakói. A régészek római kori település nyomaira is bukkantak. Az 1332-1335 közötti pápai tizedjegyzékben olvasható először a neve Küke, illetve Koke alakban. Az 1546-os szandzsáki összeírásban Kőke alakban szerepel a falu neve.
Az 1845. évi adólajtsrom Teremhegy (ma a Harkánytól északnyugatra lévő Terehegy) szomszédjául jelölte. Egy 1773-ból származó okirat, már Kökény néven említi. A török megszállás végén horvát falu volt, lakói között ma is jelentős számban megtalálhatók a horvátok. A magyar lakosság a múlt század második felében jelent meg, a magyar családok akkor elsősorban a falu külterületén telepedtek le. A század utolsó harmadában néhány német család is beköltözött a faluba.
2001-ben lakosságának még 22,1%-a vallotta magát horvát nemzetiségűnek, de 2011-ben már csak 21,5%.
2006. október 21-én Kökény nyerte el a zágrábi Anyaországon Kívüli Horvátok Intézete (MATIS) "Leg Falu" díját (Najselo). Az aktív nemzetiségi élet, az anyanyelvi kultúra és hagyományok ápolásának kijáró díjat 1996-ban alapították, és minden évben kiosztják. Kökényben az ünnepi tizedik alkalommal az intézet vezetője, Katarina Fuček adta át a díjat.

## Közélete

### Polgármesterei
- 1990–1994: Standovár János (független)[6]
- 1994–1998: Standovár János (független)[7]
- 1998–2002: Grisnik János (független)[8]
- 2002–2006: Grisnik János (független)[9]
- 2006–2010: Grisnik János (független)[10]
- 2010–2014: Farkas Róbert (független)[11]
- 2014–2019: Farkas Róbert (független)[12]
- 2019–2024: Máli Julia (független)[13]
- 2024– : Máli Júlia (független)[1]

## Népesség
A település népességének változása:
| Lakosok száma | 620  | 611  | 619  | 577  | 581  | 632  | 619  | 622  |
|               | 2013 | 2014 | 2015 | 2019 | 2021 | 2022 | 2023 | 2024 |

A 2011-es népszámlálás során a lakosok 86,9%-a magyarnak, 0,5% cigánynak, 21,5% horvátnak, 0,6% lengyelnek, 3,7% németnek, 0,2% szerbnek, 0,2% szlováknak mondta magát (12,5% nem nyilatkozott; a kettős identitások miatt a végösszeg nagyobb lehet 100%-nál). A vallási megoszlás a következő volt: római katolikus 56%, református 3,7%, evangélikus 0,2%, felekezeten kívüli 12,7% (25,5% nem nyilatkozott).
2022-ben a lakosság 88%-a vallotta magát magyarnak, 16,6% horvátnak, 2,2% németnek, 1,3% cigánynak, 0,8% szerbnek, 0,6% lengyelnek, 0,2% görögnek, 0,2% románnak, 2,5% egyéb, nem hazai nemzetiségűnek (10% nem nyilatkozott; a kettős identitások miatt a végösszeg nagyobb lehet 100%-nál). Vallásuk szerint 37,3% volt római katolikus, 2,2% református, 0,5% ortodox, 1,6% egyéb keresztény, 0,3% egyéb katolikus, 22% felekezeten kívüli (34,7% nem válaszolt).

## Nevezetességei
A község műemléki védelem alatt álló katolikus kápolnáját 1767-ben Szent Kereszt tiszteletére építették. 1810-ben részben átalakították. Új templomukat 1989-ben adták át rendeltetésének.
Közelében található az ismert és kedvelt pihenőövezet, a Malomvölgyi-tó.

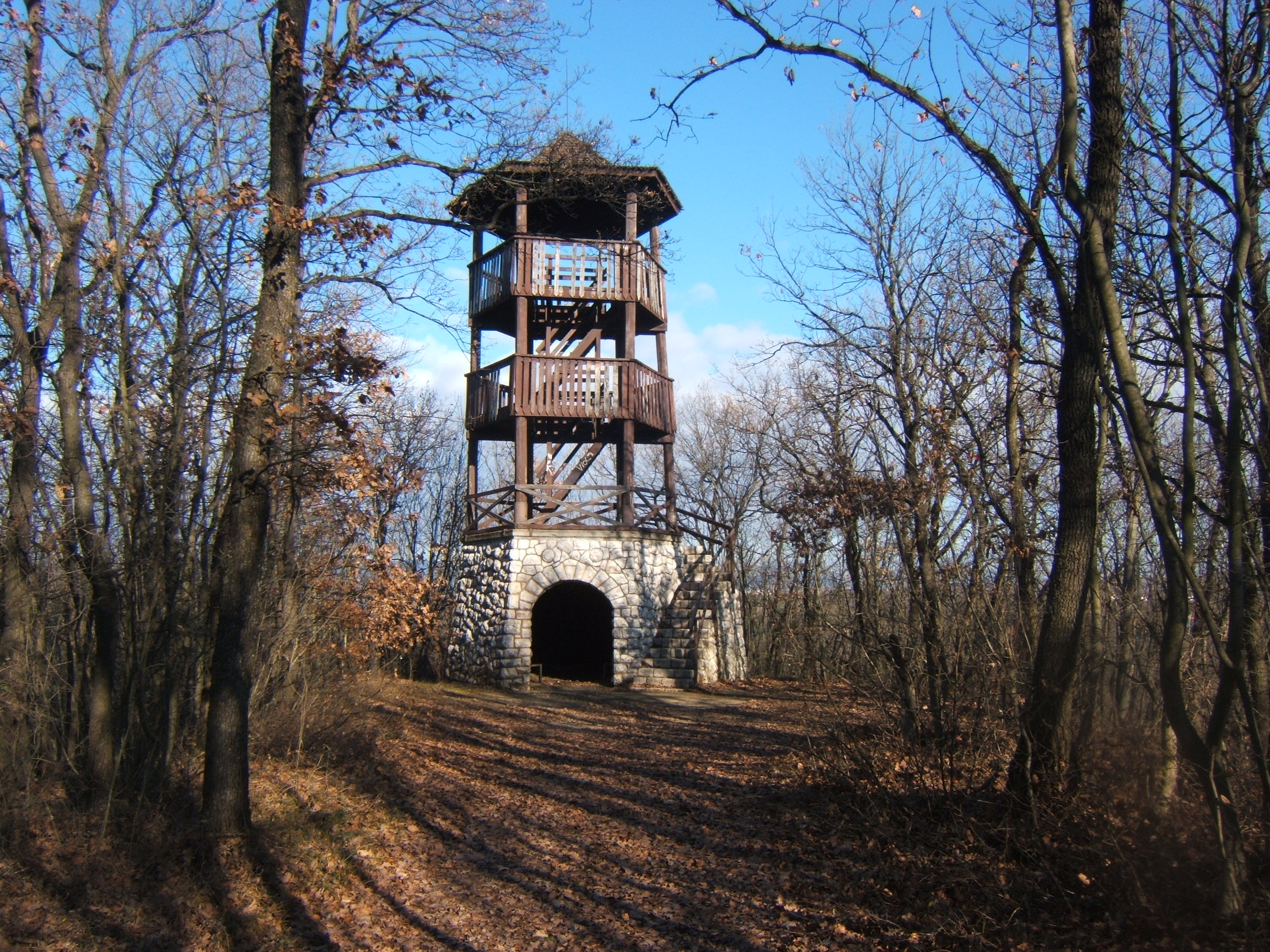
A Bagolyvár-kilátó
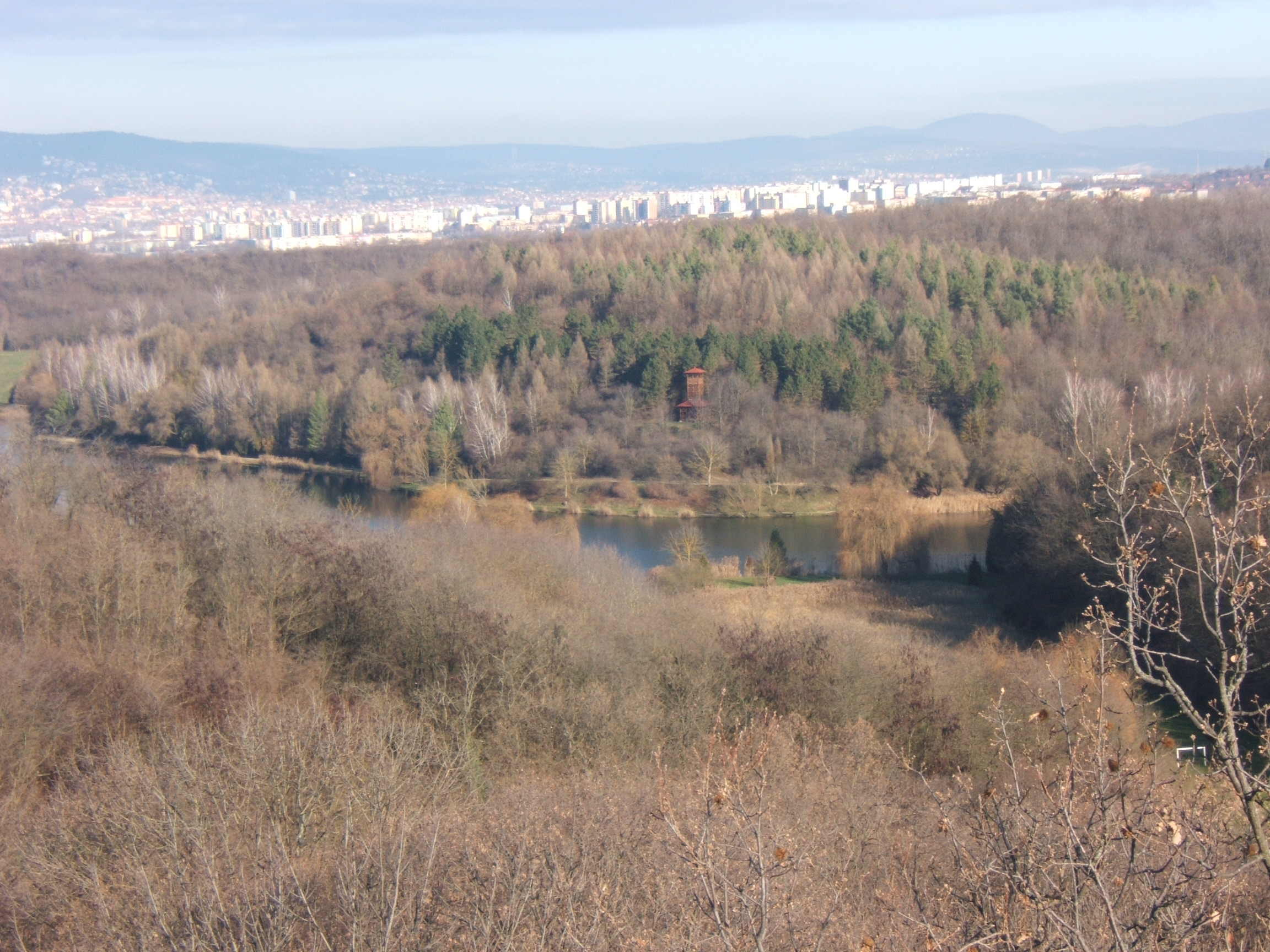
Kilátás a Malomvölgyi-tóra
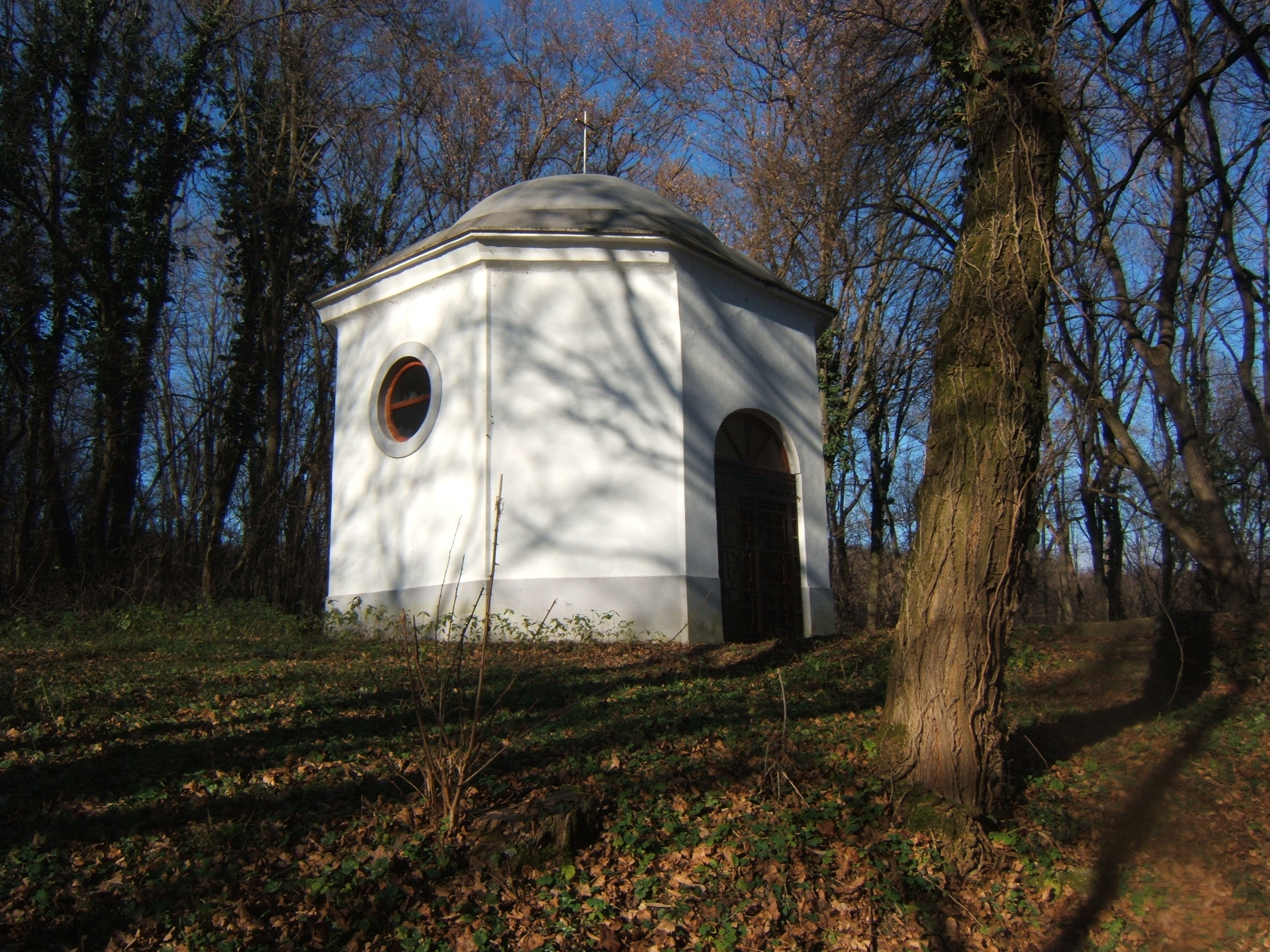
A műemlék kápolna

## Kultúra
A községben működik a Matusek Lászlóról elnevezett vegyeskar, célja a horvát hagyományok megőrzése.
A faluban nevelkedett Grisnik Petra színésznő.